# Применение лазеров
С самого момента разработки лазер называли устройством, которое само ищет решаемые задачи. Лазеры нашли применение в самых различных областях. 

## Наука

### Спектроскопия
Современные источники лазерного излучения дают в руки экспериментаторов монохроматический свет с практически любой желаемой длиной волны. В зависимости от поставленной задачи это может быть как непрерывное излучение с чрезвычайно узким спектром, так и ультракороткие импульсы длительностью вплоть до сотен аттосекунд (1 ас = 10−18 секунды). Высокая энергия, запасённая в этих импульсах, может быть сфокусирована на исследуемый образец в пятно, сравнимое по размерам с длиной волны, что даёт возможность исследовать различные нелинейные оптические эффекты. С помощью перестройки по частоте осуществляются спектроскопические исследования этих эффектов, а управление поляризацией лазерного излучения позволяет проводить когерентный контроль исследуемых процессов.

### Измерение расстояния до Луны
Во время полётов на Луну пилотируемыми и беспилотными аппаратами, на её поверхность было доставлено несколько специальных уголковых отражателей. С Земли при помощи телескопа посылали специально сфокусированный лазерный луч и измеряли время, которое он затрачивает на путь до лунной поверхности и обратно. Основываясь на значении скорости света, стало возможным рассчитать расстояние до Луны. Сегодня параметры орбиты Луны известны с точностью до нескольких сантиметров.

### Создание искусственных опорных «звёзд»
Применение методов адаптивной оптики в наземных телескопах позволяет существенно повысить качество изображения астрономических объектов путём измерения и компенсации оптических искажений атмосферы. Для этого, в сторону наблюдения направляется мощный луч лазера. Излучение лазера рассеивается в верхних слоях атмосферы, создавая видимый с поверхности земли опорный источник света — искусственную «звезду». Свет от неё, прошедший на обратном пути к земле через слои атмосферы, содержит информацию об оптических искажениях, имеющих место в данный момент времени. Измеренные таким образом атмосферные искажения компенсируются специальным корректором. Например, деформируемым зеркалом.

### Фотохимия
Некоторые типы лазеров могут производить сверхкороткие световые импульсы, измеряемые пико- и фемтосекундами (10−12 — 10−15 с). Такие импульсы можно применять для запуска и анализа химических реакций. Сверхкороткие импульсы могут использоваться для исследования химических реакций с высокой разрешающей способностью по времени, позволяя достоверно выделять короткоживущие соединения. Манипуляция поляризацией импульса позволяет селективно выбирать направление химической реакции из нескольких возможных (когерентный контроль). Такие методы находят своё применение в биохимии, где с их помощью исследуют образование и работу белков.

### Лазерное намагничивание
Сверхкороткие лазерные импульсы используются для сверхбыстрого управления магнитным состоянием среды, что является в настоящее время предметом интенсивных исследований. Уже открыто множество оптико-магнитных явлений, таких, как сверхбыстрое размагничивание за 200 фемтосекунд (2⋅10−13 с), тепловое перемагничивание светом и нетепловое оптическое управление намагниченностью с помощью поляризации света.

### Лазерное охлаждение
Первые опыты по лазерному охлаждению были проведены с ионами в ионных ловушках, ионы удерживались в пространстве ловушки с помощью электрического и/или магнитного поля. Эти ионы освещались лазерным пучком, и благодаря неупругому взаимодействию с фотонами теряли энергию после каждого соударения. Этот эффект используется для достижения сверхнизких температур.
В дальнейшем, в процессе совершенствования лазеров, нашли и другие методы, такие как антистоксово охлаждение твёрдых тел — наиболее практичный метод лазерного охлаждения на сегодня. Этот метод основан на том, что возбуждается атом не с основного электронного состояния, а с колебательных уровней этого состояния (с чуть большей энергией чем энергия основного состояния) на колебательные уровни возбуждённого состояния (с энергией чуть меньше чем энергия этого возбуждённого состояния). Далее атом безызлучательным образом переходит на возбуждённый уровень (поглощая фононы) и испускает фотон при переходе с возбуждённого электронного уровня на основной (этот фотон обладает большей энергией чем фотон накачки). Атом поглощает фонон и цикл повторяется.
Уже существуют системы, способные охлаждать кристалл от азотных до гелиевых температур. Этот метод охлаждения идеален для космических аппаратов, где нет возможности ставить традиционную систему охлаждения.

### Термоядерный синтез
Один из способов осуществить термоядерную реакцию заключается в удерживании термоядерного топлива на время реакции собственными силами инерции. Обычно при этом небольшой объём топлива облучается мощным лазерным излучением (иногда лазерное излучение предварительно трансформируется в рентгеновское) со всех сторон в течение небольшого (порядка нескольких наносекунд) промежутка времени. В результате облучения поверхность мишени испаряется, оказывая огромное давление на внутренние слои. Это давление сжимает мишень до сверхвысоких плотностей так, что в ней проходят термоядерные реакции. Нагрев возможен как непосредственно силами давления, так и с использованием дополнительного сверхмощного и сверхкороткого (порядка нескольких фемтосекунд) лазерного импульса.

### Оптический (лазерный) пинцет
Оптический пинцет — прибор, который позволяет манипулировать микроскопическими объектами с помощью лазерного света (обычно испускаемого лазерным диодом). Он позволяет прикладывать к диэлектрическим объектам силы от фемтоньютонов до наноньютонов и измерять расстояния от нескольких нанометров. В последние годы оптические пинцеты начали использоваться для изучения структуры и принципа работы белков.

## Вооружение

### Лазерное оружие
С середины 50-х годов XX века в СССР осуществлялись широкомасштабные работы по разработке и испытанию лазерного оружия высокой мощности, как средства непосредственного поражения целей в интересах стратегической противокосмической и противоракетной обороны. Среди прочих были реализованы программы «Терра» и «Омега». Испытания лазеров осуществлялись на полигоне Сары-Шаган (ПВО, ПРО, ПКО, СККП, СПРН) в Казахстане. После распада Советского Союза работы на полигоне Сары-Шаган были остановлены.
В середине марта 2009 года американская корпорация Northrop Grumman объявила о создании твердотельного электрического лазера мощностью около 100 кВт. Разработка данного устройства была произведена в рамках программы по созданию эффективного мобильного лазерного комплекса, предназначенного для борьбы с наземными и воздушными целями.

### Целеуказатели

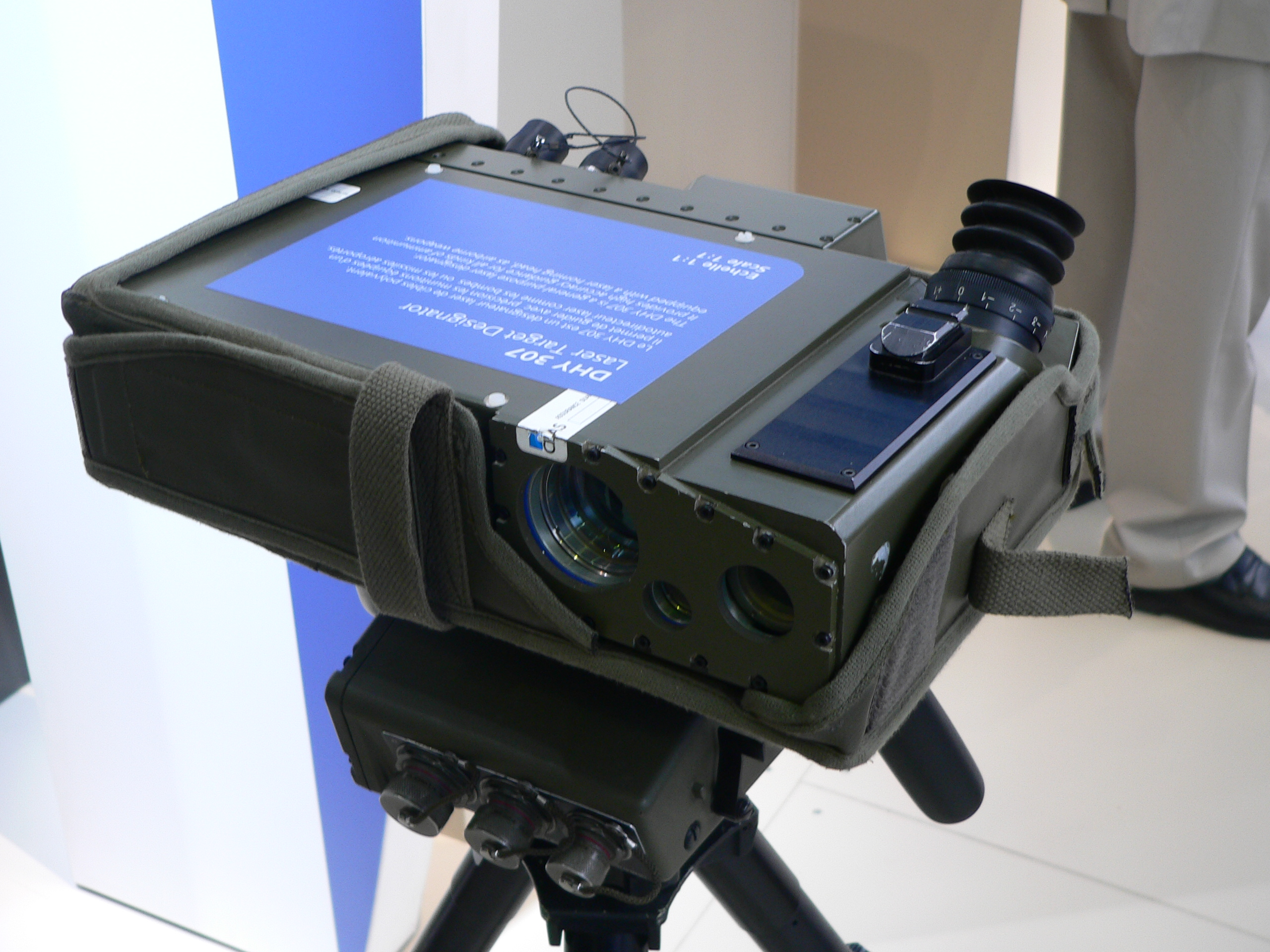
Лазерный целеуказатель

### Лазерный прицел

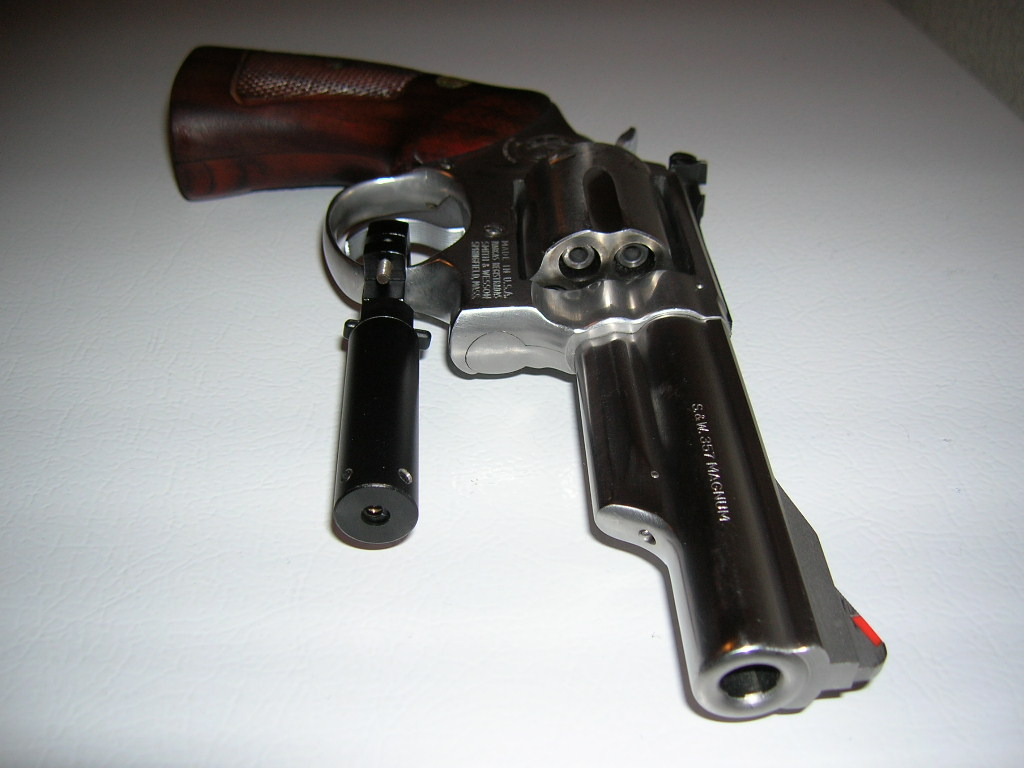
Револьвер, оснащённый лазерным прицелом.

В большинстве военных применений лазер используется для облегчения прицеливания с помощью какого-нибудь оружия. Например, лазерный прицел — это маленький лазер, обычно работающий в видимом диапазоне и прикреплённый к стволу пистолета или винтовки так, что его луч параллелен стволу. Благодаря слабой расходимости лазерного луча, даже на больших расстояниях прицел даёт маленькое пятнышко. Человек просто наводит это пятно на цель и таким образом видит, куда именно направлен его ствол.
Большинство лазеров используют красный лазерный диод. Некоторые используют инфракрасный диод, чтобы получить пятно, не видимое невооружённым глазом, но различимое приборами ночного видения. В 2007 году компания Lasermax, специализирующаяся на выпуске лазеров для военных целей, объявила о начале первого массового производства зелёных лазеров, доступных для стрелкового оружия. Предполагалось, что зелёный лазер будет лучше, чем красный, видим в условиях яркого света по причине более высокой чувствительности сетчатки человеческого глаза к зелёной области спектра. Однако, по прошествии 8 лет, использование зелёного лазера не прижилось на столько, как предполагали в 2007 году. Зелёные диоды, устройства которые излучают зелёный луч, оказались значительно дороже при производстве (в несколько раз по причине большего числа брака по сравнению с красным диодом). А рабочий ресурс зелёного диода оказался значительно ниже. Суммарно вышеназванные причины отразились на конечной стоимости оборудования, использующего зелёный лазер.

### Системы обнаружения снайперов
Принцип данных систем основывается на том, что луч, проходя через линзы, будет отражаться от какого-либо светочувствительного объекта (оптические преобразователи, сетчатка глаза и т. д.).
Как преимущество — подобные системы являются активными, то есть обнаруживают снайперов до выстрела, а не после. С другой стороны, эти системы демаскируют себя, так как являются излучателями.
Такие системы выпускаются как в России, так и в других странах.

### Постановка помех снайперам
Возможна постановка помех путём «сканирования» лазерным лучом местности, не позволяя вражеским снайперам вести прицельную стрельбу или даже наблюдение в оптические приборы.

### Введение противника в заблуждение
В данном случае подразумевается «несмертельное» вооружение, главное назначение которого — предотвратить нападение со стороны противника. Устройство создаёт лазерный луч небольшой мощности, направляемый в сторону противника (в основном, эта технология используется против авиации и танков). Противник полагает, что на него нацелено высокоточное оружие, он вынужден спрятаться или отступить вместо нанесения собственного удара.

### Дальномеры
Лазерный дальномер — устройство, состоящее из импульсного лазера и детектора излучения. Измерив время, за которое луч преодолевает путь до отражателя и обратно и зная значение скорости света, можно рассчитать расстояние между лазером и отражающим объектом. Лазерный дальномер — простейший вариант лидара. Значение расстояния до цели может использоваться для наведения оружия, например танковой пушки.

### Лазерное наведение
Другое военное применение лазеров — оружейные системы наведения. Такие системы представляют собой лазер небольшой мощности, «подсвечивающий» цель для боеприпасов с лазерным наведением — «умных» бомб или ракет, запускаемых с самолёта. Ракета автоматически меняет свой полёт, ориентируясь на отражённое пятно лазерного луча на цели, обеспечивая таким образом высокую точность попадания. Лазерный излучатель может находиться как на самом самолёте, так и на земле. В устройствах лазерного наведения обычно используются инфракрасные лазеры, так как их работу проще скрыть от противника.

### Лазерное стрелковое оружие (потенциально)
Первым военным применением лазеров, которое всем приходит на ум, обычно становится использование их в конструкции лазерного стрелкового оружия, способного уничтожать пехоту, танки и даже самолёты. На практике такие идеи сразу наталкиваются на серьёзное препятствие — при современном уровне технологий лазер, способный нанести повреждение человеку (с учётом источника питания) окажется слишком тяжёлым для переноски в одиночку, а устройство, обладающее достаточной мощностью для выведения из строя танка, будет крайне громоздким и чувствительным к вибрациям устройством, что сделает невозможным его полевое применение. В первую очередь это объясняется чрезвычайно низким КПД лазера: для получения достаточного (для повреждения цели) количества излучаемой энергии, необходимо затратить в десятки (иногда сотни) раз больше энергии для накачки рабочего тела лазера. В частности, для нанесения повреждения, аналогичного удару пули тридцатого калибра (в энергетическом соотношении) требуется лазерный импульс мощностью около 5 килоджоулей; 1,6 килоджоуль будет эквивалентен 9-мм пуле соответственно. Лучевой импульс продолжительностью в секунду, таким образом, должен иметь мощность 1600 ватт. При этом следует учесть указанный выше фактор низкого КПД лазера, соответственно, источник питания должен выдать мощность минимум в десять раз большую (в лучшем случае). Именно масса источников энергии для накачки, в значительной степени, определит тяжесть подобного оружия. На настоящее время портативных источников энергии с такой плотностью энергии не существует. Следует также отметить, что не излучённый в лазерном импульсе остаток энергии выделится в виде тепла в конструкции оружия, что потребует весьма эффективной и тяжёлой системы охлаждения для сброса тепла. А потребное время остывания, в свою очередь, чрезвычайно уменьшит скорострельность оружия. Оговоримся, что проблема теплоотвода отчасти решена в лазерах с химической накачкой (в частности, кислородно-йодном и дейтерий-фторном лазерах большой мощности, выдающих мегаватты в секундном импульсе), где отработанные химические компоненты выбрасываются из системы после импульса, унося тепло. В то же время, излучателю требуется большой запас этих, зачастую агрессивных, реагентов и соответствующие ёмкости для хранения.
Остаётся только возможность использования лазера для ослепления противника, потому что для этой цели нужны лазеры совсем небольшой мощности, которые можно сделать портативными. 

## Промышленность
- Поверхностная лазерная обработка
  - Лазерная термообработка

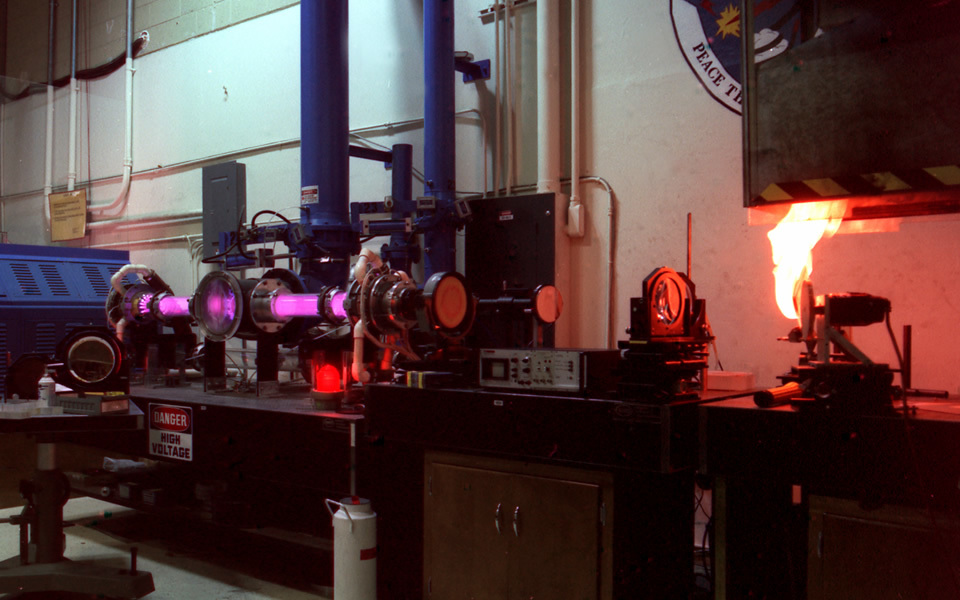
Поверхность исследуемой мишени мгновенно испаряется и вспыхивает при облучении мощным длительным импульсом углекислотного лазера, излучая десятки киловатт инфракрасного излучения. Обратите внимание, что оператор стоит за листами плексигласа, непрозрачного в инфракрасном свете

    - Лазерная закалка (термоупрочнение) — применяется для повышения срока службы различных изделий, которые в процессе работы подвергаются износу. Сущность процесса лазерной закалки заключается в том, что локальный участок поверхности изделия нагревают с помощью излучения до сверхкритических температур. Нагрев металла осуществляется передачей энергии лазерного излучения вглубь материала, используя его теплопроводность. После прекращения действия излучения этот участок охлаждается за счёт отвода теплоты во внутренние слои металла. Высокая скорость охлаждения приводит к образованию в сплавах закалочных структур, характерных только лазерной обработки.
    - Лазерный отжиг — в отличие от лазерной закалки, преследует цель получения более равновесной структуры (по сравнению с исходным состоянием), обладающей большей пластичностью и меньшей твердостью. Указанный метод широко используется в микроэлектронике для отжига дефектов в полупроводниках. Лазерным лучом можно отжигать мелкие металлические детали.
    - Лазерный отпуск — применяется при необходимости локального увеличения пластичности или ударной вязкости, например, в местах соединения различных деталей. Сталь после лазерного отпуска имеет большую прочность, твёрдость, ударную вязкость, чем после традиционной технологии отпуска.
    - Лазерная очистка, в том числе лазерная дезактивация — используется для удаления разного рода загрязнений с поверхности предмета. Лазерная очистка является бесконтактным, безабразивным, высокопроизводительным и экологически чистым способом очистки поверхностей перед проведением различных технологических операций, в том числе покраски, нанесения защитных покрытий, сварки и т. д. Технология лазерной очистки лишена недостатков стандартных методов механической обработки поверхностей, таких как шлифование полирование, виброобработка, струйная абразивная и гидроабразивная обработка[5]. Основные направления лазерной очистки: очистка произведений искусства и памятников; очистка металлов в рамках технологических процессов производства; очистка поверхности от радиоактивного загрязнения (лазерная дезактивация); микроочистка в различных отраслях электроники.

  - Лазерное оплавление
    - Оплавление для улучшения качества поверхности
    - Аморфизация поверхности сплава в условиях скоростного облучения (очень коротким импульсом или сканирующим лучом). Сверхвысокие скорости теплоотвода, достигаемые при этом, обеспечивают своеобразное «замораживание» расплава, образование металлических стёкол (метгласса) или аморфного состояния поверхностного слоя. В результате достигаются высокая твёрдость, коррозионная стойкость, улучшенные магнитные характеристики и другие специфические свойства материала. Процесс лазерной аморфизации можно осуществить при обработке сплавов специальных составов (в том числе и на основе железа), а также других материалов, предварительно покрытых специальными составами, которые самостоятельно или совместно с матричным материалом склонны к аморфизации.

  - Получение поверхностных покрытий
    - Лазерное легирование сталей с последующей термической обработкой значительно повышает микротвердость и стабильность структуры поверхности и может во много раз уменьшить интенсивность износа.
    - Лазерная наплавка — уникальный метод нанесения износостойких поверхностных слоёв без поводок и короблений. Лазерное восстановление может широко использоваться в ремонтном производстве для восстановления прецизионных деталей, там, где требуется повышенная твёрдость и износостойкость слоя, надёжность и долговечность (клапана ДВС, распредвалы, полуоси, штоки, коленчатые валы, крестовины, детали трансмиссий и др.). В отличие от напыления при лазерной наплавке создаётся монолитный бездефектный слой, который имеет металлургическую связь с основой.
    - Вакуумно-лазерное напыление заключается в испарении материала участка поверхности под воздействием лазерного излучения в вакууме и конденсировании испарившихся продуктов на подложке, в результате образуется поверхностный слой с химическим составом, отличным от основного металла.

  - Ударное воздействие лазерного излучения может использоваться для упрочнения поверхности и для инициирования физико-химических процессов, например, для формирования р-n — переходов в полупроводниковых материалах.
    - Ударное упрочнение
    - Инициирование физико-химических процессов

  - Инициирование поверхностных химических реакций на поверхности сплавов с помощью теплового воздействия лазерного излучения или с использованием плазменного облака вблизи поверхности преследует цель окисления или восстановления отдельных компонентов сплава или получения специальных соединений.
- Лазерная сварка в настоящее время является наиболее перспективной технологией для промышленного использования в связи с разработкой мощных лазеров с непрерывным и импульсно-периодическим действием. Сварное соединение получается при нагревании и расплавлении лазерным лучом участков в месте контакта свариваемых деталей. Когда лазерный луч смещается, то же самое происходит и с зоной расплавленного материала. Затем при остывании образуется сварной шов. По форме он получается узким и глубоким, принципиально отличается от сварных швов, полученных при использовании традиционной технологии сварки. Глубина проплавления зависит от мощности лазера, а поперечное сечение лазерного шва похоже на лезвие кинжала, поэтому глубокое лазерное проплавление иногда называют кинжальным. Лазерная сварка с глубоким проплавлением позволяет сваривать толстые слои материалов с большой скоростью при минимальном тепловом воздействии на материал, прилегающий к зоне расплава, что улучшает свойства сварного шва и качество сварного соединения.
- Лазерное разделение материалов
  - Лазерная резка — сфокусированный лазерный луч обеспечивает высокую концентрацию энергии и позволяет разрезать практически любые материалы независимо от их теплофизических свойств. При этом можно получить узкие резы с минимальной зоной термического влияния. Лазерная резка отличается отсутствием механического воздействия на обрабатываемый материал, возникают минимальные деформации, как временные в процессе резки, так и остаточные после полного остывания.
    - Газолазерная резка -принцип работы газолазерной резки: в зону реза подают луч лазера и технологический газ в виде кольцевой или отдельных сверхзвуковых расчётных струй, векторы скорости которых в их критическом сечении направлены под углом к оси лазерного луча, близким к половине апертурного. Струи технологического газа подают в ограниченный объём, в котором они разворачиваются в волнах сжатия и разрежения до направления векторов скорости параллельно оси лазерного луча, после чего слившуюся сверхзвуковую струю направляют соответственно лазерному лучу в зону реза, при этом число Маха М на участке струи в ограниченном объёме поддерживают в пределах Mi ≥ M > 1, где Мі — расчётное число Маха для требуемого технологическим процессом отношения давлений технологического газа. Газолазерная резка эффективна не только для раскроя хрупких, мягких и нетеплостойких материалов (стекло, резина, ткани), исключая механическое воздействие на них; она обеспечивает обработку и самых твёрдых и тугоплавких материалов, поддающихся только алмазному инструменту.

  - Термораскалывание — этот вид лазерной резки применяется для изготовления различных стеклянных изделий. Лазерное термораскалывание характеризуется неоднородностью нагрева стекла с помощью лазерного луча, охлаждаемого струёй инертного газа. Это приводит к появлению трещины, управлять которой можно, перемещая источник нагрева по поверхности стекла.
  - Скрайбирование — одно из первых и наиболее популярных применений лазера в технологическом оборудовании для электронной промышленности. Лазерное скрайбрирование пластин из кремния, арсенида галлия и других материалов с нанесёнными полупроводниковыми структурами выполняется для последующего разделения пластины на отдельные элементы по линии надреза. Глубина риски, полученной пучком сфокусированного лазерного излучения, составляет 40… 125 мкм, а ширина 20…40 мкм при толщине пластины 150… 300 мкм. Скорость скрайбирования 10… 250 мм/с. лазерное скрайбирование по сравнению с обычным скрайбированнем алмазным резцом обеспечивает значительно большую точность разделения пластин и способствует повышению выхода годных изделий.
- Лазерная размерная обработка
  - Лазерная маркировка и гравировка — В настоящее время лазерная маркировка и гравировка применяются практически во всех отраслях промышленного производства для идентификационного и защитного кодирования промышленных образцов, нанесения надписей на приборные панели, измерительный инструмент, клавиатурные поля, изготовление табличек и шильдов; в рекламном бизнесе — для художественной отделки сувениров и изготовления ювелирных изделий. Достоинства гравировки и маркировки лазерным излучением: миниатюрность наносимой информации; отсутствие механического воздействия на изделие, что позволяет маркировать тонкостенные, хрупкие детали, а также узлы и изделия в сборе; высокая точность и качество нанесения знаков, что гарантирует надёжность и стабильность их считывания; высокая производительность; возможность полной автоматизации.
  - Лазерная обработка отверстий
- Фотолитография
- Экологический мониторинг;
- Вырубка леса с целью установки линий электропередач[6].

## Медицина
В 1960-х годах были выполнены первые исследования в отношении использования лазеров в медицине. Они проходили в клиниках ММА им. И. М. Сеченова, ЦИТО, ЦНИИ курортологии и физиотерапии, разработчиком первых в СССР лазерных медицинских установок было Научно-производственное предприятие «Исток» (Фрязино, Московская область). Изучались возможности применения в клинической практике гелий-неоновых лазеров с длиной волны 0,63 мкм. Была доказана целесообразность применения гелий-неоновых лазеров в лечебных целях и в 1972 году было получено разрешение Минздрава СССР на применение излучения гелий-неонового лазера малой мощности в терапии.
Работы по применению лазеров в хирургии в СССР начались в 1965 году в МНИОИ им. П. А. Герцена (рук. работ профессор С. Д. Плетнёв) совместно с НПП «Исток» (рук. работ академик АН СССР Н. Д. Девятков и В. П. Беляев). Использовался высокоэнергетические СO2 лазеры с длиной волны 10,6 мкм. По результатам этих работ в НПП «Исток» было создано несколько модификаций лазерных хирургических установок, которые были переданы в клиники и использовались при проведении хирургических операций.
С появлением промышленных лазеров наступила новая эра в хирургии. При этом пригодился опыт специалистов по лазерной обработке металла. Приваривание лазером отслоившейся сетчатки глаза — это точечная контактная сварка; лазерный скальпель — автогенная резка; сваривание костей — стыковая сварка плавлением; соединение мышечной ткани — тоже контактная сварка.
Для того чтобы лазерное излучение оказало какое-либо действие, надо, чтобы ткань его поглощала. Самый популярный лазер в хирургии — углекислотный. Другие лазеры монохроматичны, то есть нагревают, разрушают или сваривают только некоторые биологические ткани с вполне определённой окраской. Например, луч аргонового лазера свободно проходит через матовое стекловидное тело и отдаёт свою энергию сетчатке, цвет которой близок к красному.
Углекислотный лазер пригоден в большинстве случаев, например когда нужно рассечь или приварить друг к другу ткани разного цвета. Однако при этом возникает другая проблема. Ткани насыщены кровью и лимфой, содержат много воды, а излучение лазера в воде теряет энергию. Увеличить энергию лазерного луча можно, но это может привести к прожигу тканей. Создателям хирургических лазеров приходится прибегать к всевозможным уловкам, что сильно удорожает аппаратуру.
Специалистам по сварке металлов давно известно, что при резке пакета тонких металлических листов необходимо, чтобы они плотно прилегали друг к другу, а при точечной контактной сварке для тесного контакта свариваемых деталей необходимо дополнительное давление.
Этот метод был использован и в хирургии: профессор О. К. Скобелкин и его соавторы предложили при сварке тканей слегка их сдавливать, чтобы вытеснить кровь. Для осуществления нового способа был создан целый набор инструментов, который применяется сегодня в желудочно-кишечной хирургии, при операциях на желчных путях, селезёнке, печени, лёгких.
- Косметическая хирургия (удаление татуажа и пр.);
- Коррекция зрения;
- Хирургия (Гинекология, урология, лапароскопия);
- Стоматология
- Диагностика заболеваний
- Удаление опухолей, особенно мозга и спинного мозга

## В связи и информационных технологиях
- Хранение информации на оптических носителях (компакт-диск, DVD и т. д.);
- Оптическая связь;
- Оптические компьютеры
- Голография, Лазерные дисплеи;
- Лазерные принтеры, Цифровые минилабы;
- Считыватели штрих-кодов;

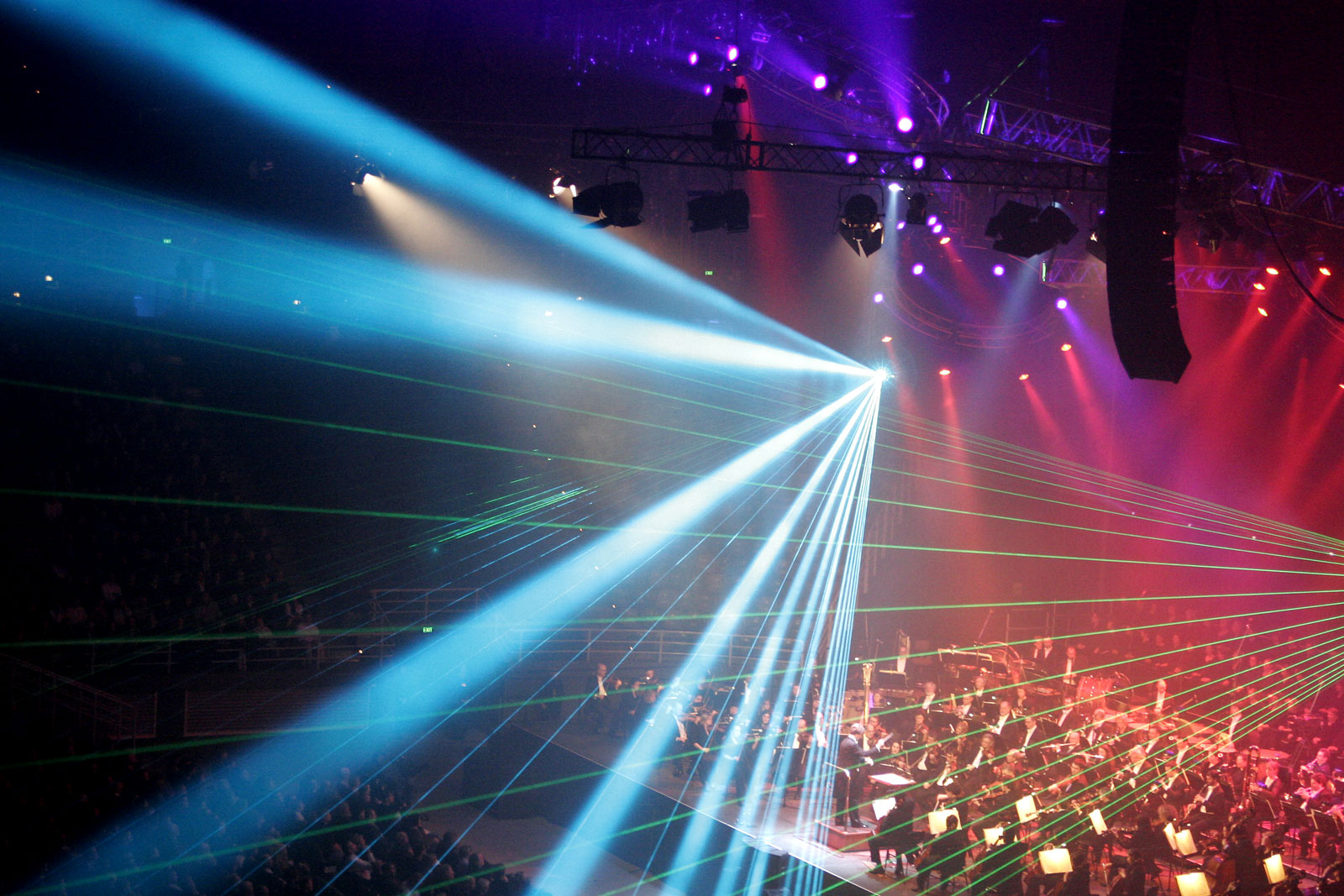
Лазерное шоу
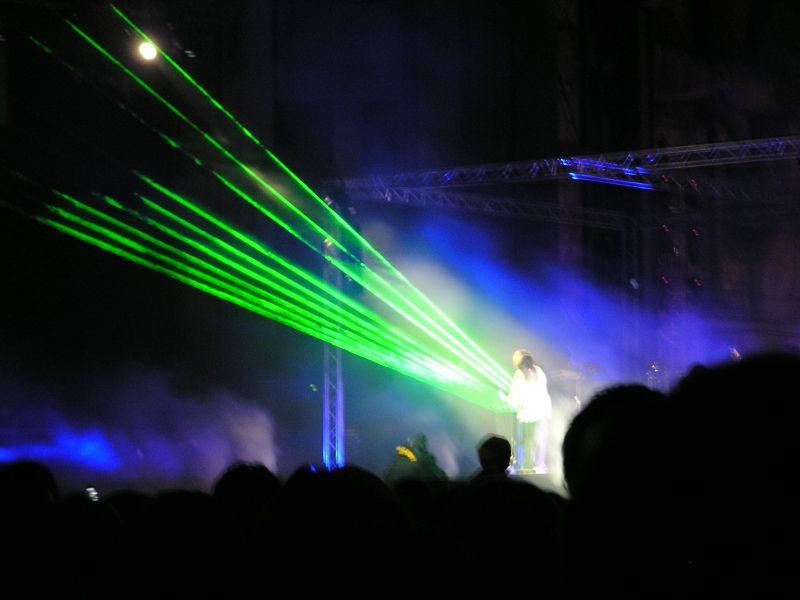
Лазерная арфа

## В культуре
- Лазерное шоу (представление) на концертах и дискотеках;
- Мультимедийные демонстрации и презентации;
- В световом дизайне;
- Лазерные субтитры на киноэкранах;
- ЭМИ «лазерная арфа»
- Объемное гравирование прозрачных материалов.
- Лазерные кинотеатры и лазерные телевизоры

## В быту
- Лазерные указки;
- Лазерный дальномер;
- Системы слежения;
- Лидары;
- Системы навигации (напр. Лазерный гироскоп);
- Проецирование изображений на сетчатку;
- Лазерное фотографирование и видеосъёмка[8]